# 柯特·弗拉德
老柯蒂斯·查爾斯·弗拉德（英語：Curtis Charles Flood Sr.，1938年1月18日—1997年1月20日），為前美國職棒大聯盟的中外野手，生涯曾效力於紅腿(今紅人)、紅雀與參議員(今遊騎兵)等隊。
弗拉德生涯共入選3次明星賽、連續7年拿下金手套獎、6度單季打擊率超過3成。他生涯以中外野手身分出賽1683場比賽，在國聯僅次於威利·梅斯和瑞奇·艾許伯恩。
弗拉德最著名的事蹟就是他在1969年拒絕被紅雀交易，要求球團讓他成為自由球員，最後還因此訴諸法院。雖然最後結果敗訴，但是這起事件對於大聯盟日後刪除了球團的保留條款，開放自由球員的舉動，起到了很大的作用。

## 職業生涯
1956年，弗拉德與紅腿簽約。他在1957年以前獲得不少上場機會，然而球隊準備在1958年升上大物新秀Vada Pinson，導致弗拉德在球隊的地位變得很尷尬。1957年12月，紅腿將弗拉德交易到紅雀。
在紅雀的12年間，弗拉德站穩了中外野手的角色。在Johnny Keane於1961年執掌兵符後，弗拉德的表現迎來了大爆發。1963年至1969年間，弗拉德年年都獲得金手套獎。而他在1961年和1963年的打擊率都超過3成。1964年，他生涯首度入選明星賽。整季他的打擊率為3成11。1965年，他繳出3成10的打擊率，並敲出11轟與83分打點。1966年，弗拉德入選明星賽，而且整季從未發生守備失誤。
1967年，他繳出生涯新高的3成35打擊率。儘管他在世界大賽的打擊率僅有1成79，不過他在關鍵時刻屢屢建功，幫助球隊拿下世界大賽冠軍。1968年，他繳出3成01的打擊率，並敲出186支安打，在MVP票選拿下第四名。
1968年世界大賽，弗拉德在第七場一次接殺飛球的追逐中失足滑倒，讓紅雀在3勝1敗領先時連吞3敗遭到逆轉翻盤。雖然弗拉德在該系列賽進行時遭逢家庭變故，但他依舊繳出2成86的打擊率，並上演3次盜壘成功。
球季結束後，球隊老闆Gussie Busch只給弗拉德加薪5000美元，這和弗拉德原訂加薪9萬美元有著巨大落差。弗拉德認為老闆是因為他在世界大賽的失誤而進行報復，因而對此心生不滿。雖然最後老闆還是同意弗拉德的要求，給他加薪9萬美元。但他卻在春訓期間公開抨擊指責某些球員忘記球迷才是棒球運動的動力來源，Busch儘管沒有指名道姓，但是弗拉德非常清楚Busch在暗中批評他，這也讓弗拉德對此耿耿於懷。
1969年，大聯盟將投手丘高度降低，此舉讓全聯盟的平均打擊率上升不少，不過弗拉德的打擊率下滑到2成85。4月14日，他在博覽會隊史首戰首局敲出二壘安打，是大聯盟史上首位面對博覽會敲出安打的球員。

## 挑戰保留條款
弗拉德儘管表現出色，但當時大聯盟球員受到保留條款的約束，無法任意選擇自己想簽約的球隊，這對弗拉德來說是不公平的。
1969年10月7日，紅雀將弗拉德、Tim McCarver、Byron Browne和Joe Hoerner交易到費城人，換來迪克·艾倫、Cookie Rojas和Jerry Johnson。但是弗拉德認為費城人缺乏競爭力，加上費城人曾有過隊球員種族歧視的事件，因此拒絕球團的交易。費城人老闆John Quinn則向弗拉德說，若他未去報到，那他將失去一筆價值10萬美元的合約。然而球員工會的馬文·米勒向弗拉德表示自己準備提起訴訟，因此弗拉德決定尋求法律途徑。

### 提告大聯盟主席
大聯盟主席Bowie Kuhn拒絕了弗拉德的自由球員申請，表示保留條款具有正當性。1970年1月16日，弗拉德以保留條款違反美國競爭法為由，一狀告上法院。球員工會雖然站在弗拉德這邊，但部分球員持反對意見。紅襪球星卡爾·雅澤姆斯基就曾公開批評弗拉德，說他的行為是在毀了棒球比賽。
大聯盟球星迪克·艾倫和前隊友盧·布羅克則公開支持弗拉德，前道奇傳奇強投山迪·柯法斯也讚賞弗拉德的行為。
1972年3月20日，該案件在最高法院進行辯論。儘管弗拉德的律師Arthur Goldberg聲稱保留條款不僅壓低工資，還限制球員只能在同一球隊效力。但是最高法院仍以5比3的比例判處大聯盟勝訴。

### 法案發展
儘管最終敗訴，但是球員工會仍持續推動取消保留條款。1975年12月，Dave McNally和Andy Messersmith兩位大聯盟投手的自由球員身分申請案終於打破了保留條款。1976年7月，球員工會與球團達成協議，日後球員的合約將納入自由球員的申請權利。
1998年，聯邦政府通過弗拉德法案，取消了棒球不受競爭法限制的規定。後來又新增一條弗拉德規則，規定一名球員連續5年效力同支球隊，且在大聯盟年資累積10年時，必須獲得球團同意才能被交易。

## 生涯後期
在敗訴之後，弗拉德被大聯盟封殺。1970年，弗拉德沒有留下出賽記錄。1970年11月，費城人將弗拉德及其餘四名球員交易到擴編的參議員(今遊騎兵)。1971年，他僅出賽13場比賽，繳出2成的打擊率。後來他在4月離隊，並宣布正式退休。

## 個人生活
弗拉德生涯共結兩次婚，他與第一任妻子育有5名子女。後來他和女演員Judy Pace結婚，直到弗拉德去世為止。
1995年，弗拉德罹患咽喉癌。當時醫生告知他有90-95%的機率可以戰勝癌症，因此他經歷了數次化療、放療與咽喉手術，導致他一陣子無法說話。

## 去世
1997年1月20日，才過完59歲生日兩天的弗拉德，因為咽喉癌病逝。
弗拉德當時挺身而出對抗大聯盟保留條款的事蹟被改寫成不少書籍出版，1999年，他入選棒球聖物館的永恆之殿。
2020年，美國國會有102名成員與其他三大職業運動聯盟的球員工會一同寫信給美國棒球名人堂，希望可以將弗拉德入選名人堂，以表彰他的行為。

## 生涯打擊成績
| 出賽次數 | 打席 | 打數 | 得分 | 安打 | 二安 | 三安 | 全壘打 | 打點 | 盜壘 | 保送 | 三振 | 打擊率 | 上壘率 | 長打率 | OPS  |
| -------- | ---- | ---- | ---- | ---- | ---- | ---- | ------ | ---- | ---- | ---- | ---- | ------ | ------ | ------ | ---- |
| 1759     | 6958 | 6357 | 851  | 1861 | 271  | 44   | 85     | 636  | 88   | 444  | 609  | .293   | .342   | .389   | .732 |

## 外部連結
- 球員資訊和成績在MLB ，ESPN ，Retrosheet ，Baseball Reference ，Baseball Reference (Minors) ，Fangraphs ，The Baseball Cube （英文）